# Euclavarctus thieli
Euclavarctus thieli är en djurart som tillhör fylumet trögkrypare, och som beskrevs av Jeanne Renaud-Mornant 1975. Euclavarctus thieli ingår i släktet Euclavarctus och familjen Halechiniscidae. Inga underarter finns listade i Catalogue of Life.